# Benoît Georges Raillard de Granvelle
Benoît Georges Raillard de Granvelle, né le 14 mai 1746 à Vesoul et mort dans la même ville le 2 février 1826 est un magistrat, maître des requêtes à la fin de l'Ancien Régime, payeur sous l'Empire et conseiller d'État honoraire à la Restauration.

## Biographie

### Famille
La famille Raillard de Granvelle est une famille de la bourgeoisie de Vesoul,,, dont la filiation suivie remonterait à Nicolas Raillard de Jussey, procureur des terres de l'abbaye de Theuley en 1631. Elle est anoblie en 1759 par la charge de conseiller maître à la chambre des comptes de Dole obtenue par Jean François Raillard de Granvelle, père de Benoît Georges,.
Benoît Georges Raillard de Granvelle est né le 14 mai 1746 à Vesoul,,. Il est le fils de Jean François Raillard de Granvelle, né à Vesoul le 27 décembre 1710 et mort dans cette même ville le 10 octobre 1793, maire de Vesoul, conseiller maître à la chambre des comptes de Dole et de Denise Ballay, née à Vesoul le 4 octobre 1717 et morte après septembre 1779.

### Sous l'Ancien Régime
Benoît Georges Raillard de Granvelle est conseiller au parlement de Besançon du 8 août 1771, à avril 1775 avant d'être mousquetaire de la première compagnie de la Garde du roi, à partir de septembre 1775.
Il est ensuite conseiller au parlement de Flandres du 26 février 1777, au 25 juin 1781 puis président à mortier au parlement de Metz,,, du 30 mai 1781 au 11 octobre 1786.
Il est maître des requêtes,, du 19 mai 1784 à la Révolution et intendant à la régie générale des aides et droits réunis de janvier 1785 au 5 juin 1787.

### Pendant la Révolution et l'Empire
Vers 1789-1790, il est successivement commissaire, vice-président puis président de la section Vendôme à Paris. Il part ensuite en émigration, et assume la charge d'intendant général de l'armée de Condé, en 1792 avant de s'installer à Londres.
Il revient ensuite en France. Il est nommé payeur de la Haute-Sâone le 28 novembre 1803, poste qu'il conserve jusqu'à sa mort,.

### À la Restauration
Il est nommé conseiller d'État honoraire,, en 1814 puis en 1815 et en 1816.
Benoît Georges Raillard de Granvelle meurt à Vesoul le 2 février 1826,.

### Mariage et descendance
Benoît Georges Raillard de Granvelle épouse le 22 septembre 1779, au château d'Aubers, Marie Eugénie Joseph de Valicourt,,, née à Mesnil-Martinsart le 5 juillet 1762 et morte à Vesoul le 21 avril 1855. Elle est la fille de Maximilien de Valicourt de Wittremont, comte de Valicourt (1729-1787) et de Marie Madeleine de Calonne (1732-1803). Par sa mère, Marie Eugénie Joseph de Valicourt est la nièce du contrôleur général des finances Charles-Alexandre de Calonne,.
Benoît Georges Raillard de Granvelle et Marie Eugénie Joseph de Valicourt ont trois enfants :
- Denise Alexandrine Louise Raillard de Granvelle, née le 10 mai 1781 à Douai et morte dans l'ancien 6e arrondissement de Paris le 11 décembre 1855, mariée le 12 février 1798 à Londres à Prosper Marie Pierre Michel Charpentier de Saintot (1772-1824)[6] ;
- Marie Françoise Pauline Raillard de Granvelle, née à Metz le 27 octobre 1782 et morte à Vesoul le 25 octobre 1858, mariée à Vesoul le 22 février 1813 à Jean Guillaume Fyard de Mercey (1785-1824), chef de bataillon[8] ;
- Charles Alexandre Marie Louis Raillard de Granvelle, né à Paris le 16 mars 1785 et mort le 4 novembre 1805 emporté par un boulet de canon à bord du Scipion, lors de la bataille du cap Ortegal[8].

## Armoiries
D'azur au sautoir d'or accompagné en chef de trois étoiles de même 2 et 1, et en pointe d'un croissant tout aussi d'or, à la fasce d'or brochant sur le tout,.

## Décoration
Chevalier de la Légion d'honneur le 29 octobre 1814,,.